# Ældste dryas
I Ældste dryas fra ca. 17.000 – 12.800 f.Kr. blev de sydligste og midterste dele af Danmark isfrit og dækket af tundra – og plantelivet var sparsomt. Dryas kommer af det latinske navn på planten rypelyng der var almindelig i perioden, og stadig er almindelig i tundra- og fjeld-områder længere mod nord. Da store mængder havvand fortsat var bundet i isen var Danmark et stort sammenhængende landområde, og Sjælland var landfast med Sverige og Tyskland ligesom Jylland var landfast med England. Dyrelivet var en blanding af istidens dyr som f.eks. mammut, moskusokse og rensdyr, mens f.eks. kæmpehjort og saiga-antilope indvandrede.
I ældste dryas ser vi de første tegn på mennesker i Danmark efter istiden. Som med menneskene i Eem-mellemistiden tog de ikke fast boplads i Danmark, men der var denne gang tale om mennesker af arten Homo sapiens. Kulturmæssigt var de rensdyrjægere og hørte til Hamburgkulturen.